# Kinwat
Kinwat é uma cidade  no distrito de Nanded, no estado indiano de Maharashtra.

## Geografia
Kinwat está localizada a 19° 38′ N, 78° 12′ L. Tem uma altitude média de 314 metros (1030 pés).

## Demografia
Segundo o censo de 2001, Kinwat tinha uma população de 24,867 habitantes. Os indivíduos do sexo masculino constituem 51% da população e os do sexo feminino 49%. Kinwat tem uma taxa de literacia de 65%, superior à média nacional de 59.5%: a literacia no sexo masculino é de 72% e no sexo feminino é de 57%. Em Kinwat, 14% da população está abaixo dos 6 anos de idade.